# یو نو
یو نو (انگلیسی: U Nu; ۲۵ مهٔ ۱۹۰۷ – ۱۴ فوریهٔ ۱۹۹۵) سیاست‌مدار اهل میانمار بود.